# Route de Vienne
La route de Vienne est une importante voie publique des 7e arrondissement et 8e arrondissement de Lyon et de la commune voisine de Vénissieux, en France. Reprenant en partie l'itinéraire de la voie romaine reliant les deux villes antiques de Lugdunum, aujourd'hui Lyon et Vienne, elle tire son nom de cette dernière.

## Origine du nom
Cette longue rue a porté les noms de route de Marseille (1839), route royale, route impériale, route nationale 7, route d'Antibes (1848).

## Histoire
La rue est attestée en 1810, dans l'État civil de La Guillotière.

## Accessibilité
Ce site est desservi par la ligne 2 du tramway de Lyon à la station Route de Vienne, la ligne 6 du tramway de Lyon à la station Moulin à Vent et principalement par la ligne de bus majeure  .